# KN Kohorta Osijek
Kohorta je navijačka skupina NK Osijeka osnovana 1988. godine i smještena na južnoj tribini stadiona "Opus arena". Udruga građana Kohorta Osijek se nalazi u Fakultetskoj ulici 2.

## Povijest
Od 1972. do 1978. godine navijačka skupina djeluje kao Šokci,  od 1986. (po uzoru po tada najstariju i najpoznatiju navijačku skupinu Torcidu) pod imenom  Osijek Torcida, a od 1988. godine Kohorta prema latinskoj riječi cohors koja ima dva objašnjenja. Prema prvom bila je to osnovna pješadijska taktička jedinica Rimske vojske - deseti dio legije. U vrijeme rimskih careva cohors je imao 400 do 600 ljudi i bio je stacioniran u gradu.
Godine 2018., navijačka skupina "Kohorta Osijek" slavi 30 godina postojanja.

Godine 2024., navijačka skupina "Kohorta Osijek" slavi 36. godina postojanja, a to je ujedno i prva proslava na novom stadionu NK Osijek - Opus areni. 

## Osnivači i poznatiji članovi grupe
Jedni od osnivača navijačke grupe Kohorta Osijek su: Dalibor Žižanović - Žižo, Dalibor Keler, Goran Kušec - Kušo, Ivica Polih - Ita te brojni drugi. Posebno je "teška" bila smrt Dalibora Žižanovića koji je bio jedan od najistaknutijih članova Kohorte i vjerni pratitelj hrvatske nogometne reprezentacije.

## Podgrupe i naselja
Retfala, VBK, Ekipa Sjenjak, Moša, Jug 2, Josipovac, Donji grad, Baranjci, Tenja, Čepin, Bosutsko, Tvrđa, Antunovac, Centurions 2003, Ekipa 031, Two Tone Army, Templari, Ernestinovo, Petrijevci, Višnjevac, Laslovo, Sarvaš, Bilje, Lege 95, Legice 1988, X Legion, Legosi, Gornji grad, Zeleno Polje, Vukovar.

## Rivalstva
Prijeratno razdoblje u Hrvatskoj proteklo je u "simbiozi" većine Hrvatskih skupina protiv onih Srpskih. Kohorta nije bila iznimka te se ističu sukobi s Delijama u Osijeku, netrpeljivost prema Grobarima i solidne brojke na gostovanjima u Novom Sadu i Subotici. Nakon rata jačala su rivalstva između domaćih skupina pa su tako najveći rivali Kohorte postali zagrebački BBB, splitska Torcida, riječka Armada te vinkovački Ultrasi. Posebno se ističe paljenje mrtvačkog sanduka na kojem piše Dinamo na utakmici između Osijeka i Dinama u Gradskom vrtu 1996 godine.

## Vanjske poveznice
|  | Zajednički poslužitelj ima još gradiva o temi Kohorta Osijek |

- Službene stranice Kohorte